# Скотт, Дейл
Де́йл А́ллан Ско́тт (англ. Dale Allan Scott; род. 14 августа 1959, Юджин, штат Орегон, США) — спортивный судья в Американской лиге в 1986—1999 годах и также в Главной лиге бейсбола в 2000—2017 годах.

## Биография

### Личная жизнь
Родился в городе Юджин 14 августа 1959 года. В конце 1970-х вёл передачи на станции KBDF, входящей в топ-40 в его родном городе. Является болельщиком футбольной команды «Орегонские Утки» и часто посещает их игры на стадионе Отзен. Дружит с бейсбольным комментатором Гарольдом Рейнольдсом.
Дейл Аллан Скотт — открытый гомосексуал. Он совершил каминг-аут в 2014 году, став первым открытым гомосексуальным судьёй в Главной лиге бейсбола. Состоит в супружеских отношениях с Майклом Рошем, с которым познакомился в гей-баре «СС Слотерс» в Портленде в октябре 1986 года. В 2015 году Скотт был введён в Национальный зал спортивной славы геев и лесбиянок и Зал почёта Шелдонской школы в родном городе Юджин.

### Карьера
Судить бейсбольные матчи начал в возрасте пятнадцати лет. В 1981 году вошёл в состав судей малых лиг бейсбола и работал на играх Американской ассоциации, в том числе уровня ААА. 19 августа 1985 года дебютировал как судья главной лиги бейсбола на игре между командами «Канзасские Королевские Отпрыски» и «Детройтские Тигры». В 1986 году стал постоянным судьёй главной бейсбольной лиги, проведя 116 игр в сезоне того года. За спортивную карьеру, в общей сложности, провёл 3897 игр в регулярном сезоне, 91 игру после окончания сезона и вынес 90 удалений.
Скотт был арбитром на играх мировых серий 1998, 2001 и 2004 годов, матчах всех звёзд в 1993, 2001 и 2011 годах, называя болы и страйки. Он также работал на играх шести чемпионских серий лиги в 1996, 1999, 2000, 2002, 2009 и 2013 годах и в двенадцати сериях дивизионов в 1995, 1997, 1998, 2001, 2003, 2004, 2005, 2007, 2008, 2011, 2014, 2015 годах. Когда в 1996 году Американская лига рекомендовала судьям носить на играх, вместо тёмно-синих, красные рубашки, Скотт долгое время был единственным судьей, последовавшим рекомендациям лиги. Он почти всегда носил красную рубашку, когда работал на домашней базе, в том числе на третьей игре мировой серии 1998 года на стадионе Квелком. Свою последнюю игру Скотт провел 14 апреля 2017 года в Торонто. В 8-м иннинге он получил удар по маске и был унесён с поля с сотрясением мозга и хлыстовой травмой. Это было четвертое сотрясение мозга за пять лет и второе за девять месяцев. После консультации с несколькими специалистами по спортивной медицине Скотт объявил о завершении спортивной карьеры в декабре 2017 года.

#### Известные игры
30 мая 1988 года Скотт удалил менеджера «Нью-Йоркских Янки» Билли Мартина во время игры против «Оклендских Атлетов». Мартин был дисквалифицирован на три игры за то, что вёл себя некорректно с судьёй во время спора. 1 июля 1990 года Скотт был судьей домашней базы, когда Энди Хокинс из «Нью-Йоркских Янки» разбил восемь безотказных подач в выездной игре против «Чикагских Белых Носков», но проиграл. Это была вторая игра в истории бейсбола, в которой питчер упустил полную ноу-хит игру. Скотт был судьей домашней базы 27 апреля 1994 года, когда Скотт Эриксон забросил ноу-хиттер за «Миннесотских Близнецов» в игре против «Милуокских Пивоваров».
Скотт был судьей первой базы, когда питчер «Детройтских Тигров» Джастин Верландер забросил ноу-хиттер на стадионе Комерика-Парк
в игре против «Милуокских Пивоваров» 12 июня 2007 года. За пять дней до этого Скотт также был судьёй первой базы во время игры между «Бостноскими Красными Носками» и «Оклендскими Атлетами», в которой у питчера бостонской команды Курта Шиллинга был ноу-хиттер, пока Шеннон Стюарт не разбил ноу-хиттер синглом с двумя выходами в конце девятого тайма. Скотт провел своё 3000-е судейство на игре регулярного сезона Главной лиги бейсбола в Сент-Луисе в свой пятидесятилетний юбилей, 14 августа 2009 года. Он был судьёй третьей базы во время второго ноу-хиттера Джастина Верландера, брошенного 7 мая 2011 года в игре против команды «Торонтовских Голубых Соек».
Скотт был судьей третьей базы, когда шесть питчеров «Сиэтлийских Моряков» объединились, чтобы ударить по команде «Лос-Анджелесских Ловкачей» 8 июня 2012 года. Он был вторым штатным суперарбитром, выбранным на судейство во время игры на дне открытия стадиона Сидней-Крикет- Граунд в Сиднее в 2014 году.